# District métropolitain de Bolton
Pour les articles homonymes, voir Bolton.
Le District métropolitain de Bolton (en anglais : Metropolitan Borough of Bolton) est un district métropolitain du Grand Manchester, en Angleterre. Il porte le nom de sa principale ville, Bolton, et couvre un territoire comprenant les villes de Blackrod, Farnworth, Horwich, Kearsley et Westhoughton. Le district compte 276 800 habitants et son conseil siège au Bolton Town Hall (en).

## Description
Le territoire du district a été fixé par le Local Government Act 1972, et rassemble huit anciens district : sept districts urbains du comté administratifs du Lancashire et le County borough de Bolton. Les districts métropolitains de Bury, Salford et Wigan se trouvent respectivement à l'est, au sud et à l'ouest du district de Bolton. Les districts non métropolitains de Blackburn with Darwen et Chorley se trouvent au nord et au nord-ouest.

## Source
- (en) Cet article est partiellement ou en totalité issu de l’article de Wikipédia en anglais intitulé « Metropolitan Borough of Bolton » (voir la liste des auteurs).